# Типчаковый
Типчаковый — посёлок в Мартыновском районе Ростовской области. Входит в состав Рубашкинского сельского поселения.

## История
В 1987 году указом Президиума Верховного Совета РСФСР Посёлку усадьбы совхоза «Заготскотооткорм» присвоено наименование Типчаковый.

## Население
| 2010 |
| ---- |
| 319  |

## Улицы
- ул. Западная
- ул. Краснопартизанская
- ул. Ленина